# Austrochilus
Austrochilus es un género de arañas araneomorfas de la familia Austrochilidae. Se encuentra en Chile y Argentina.

## Lista de especies
Según The World Spider Catalog 11.5:
- Austrochilus forsteri Grismado, Lopardo & Platnick, 2003
- Austrochilus franckei Platnick, 1987
- Austrochilus manni Gertsch & Zapfe, 1955
- Austrochilus melon Platnick, 1987
- Austrochilus newtoni Platnick, 1987
- Austrochilus schlingeri Platnick, 1987